# Otto Nickel
Otto Nickel (* 26. August 1904; † unbekannt) ist ein ehemaliger deutscher Radrennfahrer und nationaler Meister im Radsport.

## Sportliche Laufbahn
Nickel war im Bahnradsport und im Straßenradsport aktiv. Er startete Anfang der 1920er Jahre für die Vereine „BRC Endspurt 1911 Berlin“ und „RC Opel Berlin“. 1925 siegte er in der Meisterschaft der Deutschen Radfahrer Union (DRU) im Rennen über 10000 Meter vor Paul Waniczek. 1926 gewann er die Meisterschaft der DRU im Sprint vor Karl Köther. 1926 wurde er Vizemeister der DRU im Straßenrennen hinter Hermann Buse, 1927 hinter Hermann Fischer. 1926 holte er mit seinem Verein den Titel im Mannschaftszeitfahren. Von 1927 bis 1934 war er Berufsfahrer. Er blieb als Radprofi ohne Erfolge.